# La revolución imposible
La revolución imposible es el tercer libro del escritor uruguayo Alfonso Lessa. Este fue publicado por la Editorial Fin de Siglo en 2002.

## Reseña
«La revolución imposible. Los tupamaros y el fracaso de la vía armada en el siglo XX.» Lessa obtuvo por este libro el Premio Bartolomé Hidalgo en 2003, en el rubro no ficción, entregado por la Cámara Uruguaya del Libro. También una mención honorífica por MEC, y recibió el Premio Morosoli, entre otros.